# Eerste Divisie
Eerste Divisie (phát âm tiếng Hà Lan: [ˈeːrstə diˈvizi]; tiếng Anh: First Division) là giải bóng đá hạng hai ở Hà Lan. Giải được liên kết với Eredivisie hạng nhất và Tweede Divisie hạng ba thông qua hệ thống thăng hạng/xuống hạng. Giải còn được gọi là Keuken Kampioen Divisie vì lý do tài trợ, trước đó được gọi là Jupiler League vì lý do tương tự.